# David R. Ellis
David Richard Ellis (Santa Mónica, California, 8 de septiembre de 1952 - Johannesburgo, Sudáfrica, 7 de enero de 2013) fue un director de segunda unidad; con sus más de treinta años de experiencia, se estableció como uno de los directores de segunda unidad más destacados.
Entre las películas más destacadas en las que ha trabajado se encuentra Destino final 2 (director) y The Matrix Reloaded (director segunda unidad). Ambas películas tienen escenas de accidentes en autopista que fueron dirigidas por él; las dos están consideradas entre las que tienen mejores escenas de accidentes de películas de Hollywood.
Las películas más destacadas dirigidas por él son la segunda parte de la franquicia Destino final, la primera y la tercera dirigidas y escritas por James Wong con la que tuvo su mayor éxito, y Cellular (2004), además de haber dirigido Destino final 4, estrenada en (2009). El sería el director de la película oficial del videojuego Clock Tower la cual quedó en un limbo al morir y dejar el proyecto sin director.

## Películas
- The Addams Family (1991) - Coordinador de dobles
- Waterworld (1995) - Director segunda unidad
- Volviendo a Casa 2: Perdidos en San Francisco (1996) - Director
- Sphere (1998) - Director segunda unidad
- La tormenta perfecta (2000) - Director segunda unidad
- Harry Potter y la piedra filosofal (2001) - Director segunda unidad
- The Matrix Reloaded (2003) - Director segunda unidad (Estados Unidos)
- Destino final 2 (2003) - Director
- Cellular (2004) - Director
- Serpientes en el avión (2006) - Director
- Asylum (2008) - Director
- Destino final 4 (2009) - Director
- Shark Night 3D (2011) - Director
- Humpty Dumpty (2016) - Director

- Datos: Q529803